# Подвинцев, Олег Борисович
Оле́г Бори́сович По́двинцев (29 декабря 1962, Пермь — 22 апреля 2018, там же) — российский политолог, политический эксперт в Пермском крае. Профессор Пермского государственного университета, заведующий отделом по исследованию политических институтов и процессов Пермского научного центра УрО РАН.

## Биография
В 1985 году окончил исторический факультет Пермского государственного университета.
C 1985 года по 1988 год работал преподавателем кафедры истории ПГИК.
C 1988 года по 2003 год работал преподавателем на кафедре новой и новейшей истории ПГУ.
В 1992 году защитил диссертацию на соискание учёной степени кандидата исторических наук на тему «Типология послевоенного британского консерватизма».
В 2002 году в Институте Европы РАН защитил диссертацию на соискание учёной степени доктора политических наук на тему «Постимперская адаптация консерватизма» (официальные оппоненты М. В. Ильин, С. П. Перегудов, Н. М. Степанова).
В 2010 году присвоено учёное звание профессора по кафедре политических наук. Преподавал курсы «Псефология», «Политические процессы на постсоветском пространстве», "Политические процессы в странах Запада" и «Политический менеджмент».
С 1998 года по 2004 год — член Ассоциации политических экспертов и менеджеров (АСПЭМ).
С 2002 года по 2017 год — директор АНО «Пермский областной научно-методический центр развития политической культуры».
С 2003 года — директор Пермского филиала Института философии и права УрО РАН по исследованию политических институтов и процессов (с 2013 года — Отдел по исследованию политических институтов и процессов ПНЦ УрО РАН). Член РАПН, входил в Правление пермского отделения РАПН. Член Пермского отделения Академии политических наук.
Директор Информационного центра Европейского Союза при ПГНИУ. Автор 179 научных публикаций. Научный руководитель 7 аспирантов, защитивших кандидатские диссертации.
С 1996 года активно участвовал в избирательных кампаниях в качестве консультанта. Был научным руководителем многих пермских политиков, чиновников и общественных деятелей. Супруга — Ирина Владимировна, художник, предприниматель. Старший сын — Ким (род. 1989), назван в честь Коммунистического интернационала молодёжи, дочь Дарья (1991), младший сын Антон (2003).
Скоропостижно скончался 22 апреля 2018 года, через несколько дней после перенесённого инсульта. Похоронен на Южном кладбище города Перми.

## Основные работы
Книги
- Шагающие не в ногу: из истории политической борьбы в стане британских консерваторов во второй — третьей четверти XX столетия. — Пермь: Изд-во Перм. ун-та, 1999. — 147 с.; ISBN 5-8241-0194-9
- Политические процессы на постсоветском пространстве: курс лекций для студентов специальностей «Политология» и «История» / Федеральное агентство по образованию, ГОУ ВПО «Пермский гос. ун-т». — Пермь: Изд-во Пермского гос. ун-та, 2007. — 113 с.; ISBN 5-7944-0900-2
- Псефология: наука о выборах: учебное пособие для студентов специальности «Политология» / Федеральное агентство по образованию, ГОУ ВПО «Пермский гос. ун-т». — Пермь, 2007. — 114 с.; ISBN 5-7944-0877-4
  - Псефология: наука о выборах: учебное пособие. — Пермь : Западно-Уральский ин-т экономики и права, 2008. — 162, [1] с.; ISBN 978-5-89919-077-3
- Губернаторский корпус в условиях трансформации политической системы Российской Федерации / под ред. Я. Г. Ашихминой, П. В. Панова, О. Б. Подвинцева. — Пермь, 2014. — 306 с.;
- Российская Арктика в поисках интегральной идентичности / под ред. О. Б. Подвинцева — М.: Новый хронограф, 2016. — 207 с.; ISBN 978-5-94881-322-6
- Империя и споры о ней / Министерство науки и высшего образования Российской Федерации, Федеральное государственное бюджетное образовательное учреждение высшего образования Пермский государственный национальный исследовательский университет, Государственное краевое бюджетное учреждение Пермский государственный архив социально-политической истории. — Пермь : Perm university press, 2019. — 366, [1] с.; ISBN 978-5-7944-3261-9

Статьи
- Консерватизм в современном мире // Новая и новейшая история. 1994. № 3 (в соавт. с И. К. Кирьяновым);
- Городская власть в 1990-е годы. // Пермь от основания до наших дней. Исторические очерки / под ред. М. Г. Нечаева. Пермь, 2000 (в соавт. с С. В. Негановым)
- Городская власть Перми после августа 1991-го. // Пермь от основания до наших дней. Исторические очерки / под ред. М. Г. Нечаева. Пермь, 2000 (в соавт. с С. В. Негановым)
- Местное самоуправление в условиях трансформации регионального политического режима. // Панорама исследований политики Прикамья. Альманах. Вып.1. Пермь, 2003 (в соавт. с В. А. Бурко, Е. В. Набатовой, С. В. Негановым, К. А. Сулимовым)
- О критериях оценки выборов // Политические исследования. 2004. № 4 (в соавт. с Я. Г. Ашихминой и П. В. Пановым);
- Политические партии и их лидеры.// Пермь политическая/ под ред. Л. А. Фадеевой. Пермь, 2004 (в соавт. с Е. В. Набатовой и С. В. Негановым)
- Преемничество как модель воспроизводства власти на постсоветском пространстве // Властные структуры и группы доминирования / под ред. А. В. Дуки. СПб.: Интерсоцис, 2012. С. 263—285 (в соавт. с П. В. Пановым);
- «Многовариантность державных и национальных ценностей в российской традиции и современность»
- «Реформа, революция и реставрация в постимперском национально-государственном строительстве»
- «„Патриотический тупик“ в эволюции российских левых»